# Автошлях О 090901
Автошля́х О090901 — автомобільний шлях довжиною 39,3 км, обласна дорога місцевого значення в Івано-Франківській області. Пролягає по Надвірнянському району від села Бистриця до міста Надвірна.

## Історія
19 листопада 2021 р. розпорядженням голови Івано-Франківської ОДА Світлани Онищук № 456 передано до сфери управління Державного агентства автомобільних доріг України на баланс Служби автомобільних доріг в Івано-Франківській області автомобільну дорогу С090901 Надвірна — Бистриця км 0+000-39+144, протяжністю 39,144 км, із під'їздом до дороги Н-09 км 0+000-0+152, протяжністю 152 м, загальною протяжністю 39,3 км.